# Casselberry, Florida
Casselberry är en stad (city) i Seminole County, i delstaten Florida, USA. Enligt United States Census Bureau har staden en folkmängd på 26 387 invånare (2011) och en landarea på 18,1 km².